# B. B. Comer
Braxton Bragg Comer, né le 7 novembre 1848 et mort le 15 août 1927, est un homme politique démocrate américain. Il est gouverneur de l'Alabama entre 1907 et 1911 et brièvement sénateur du même État en 1920.